# Os accessoire
Un os accessoire est un os qui ne possède pas un rôle primordial. Lorsqu'il n'est présent que pour une partie des individus c'est un os surnuméraire

## Poignet et main

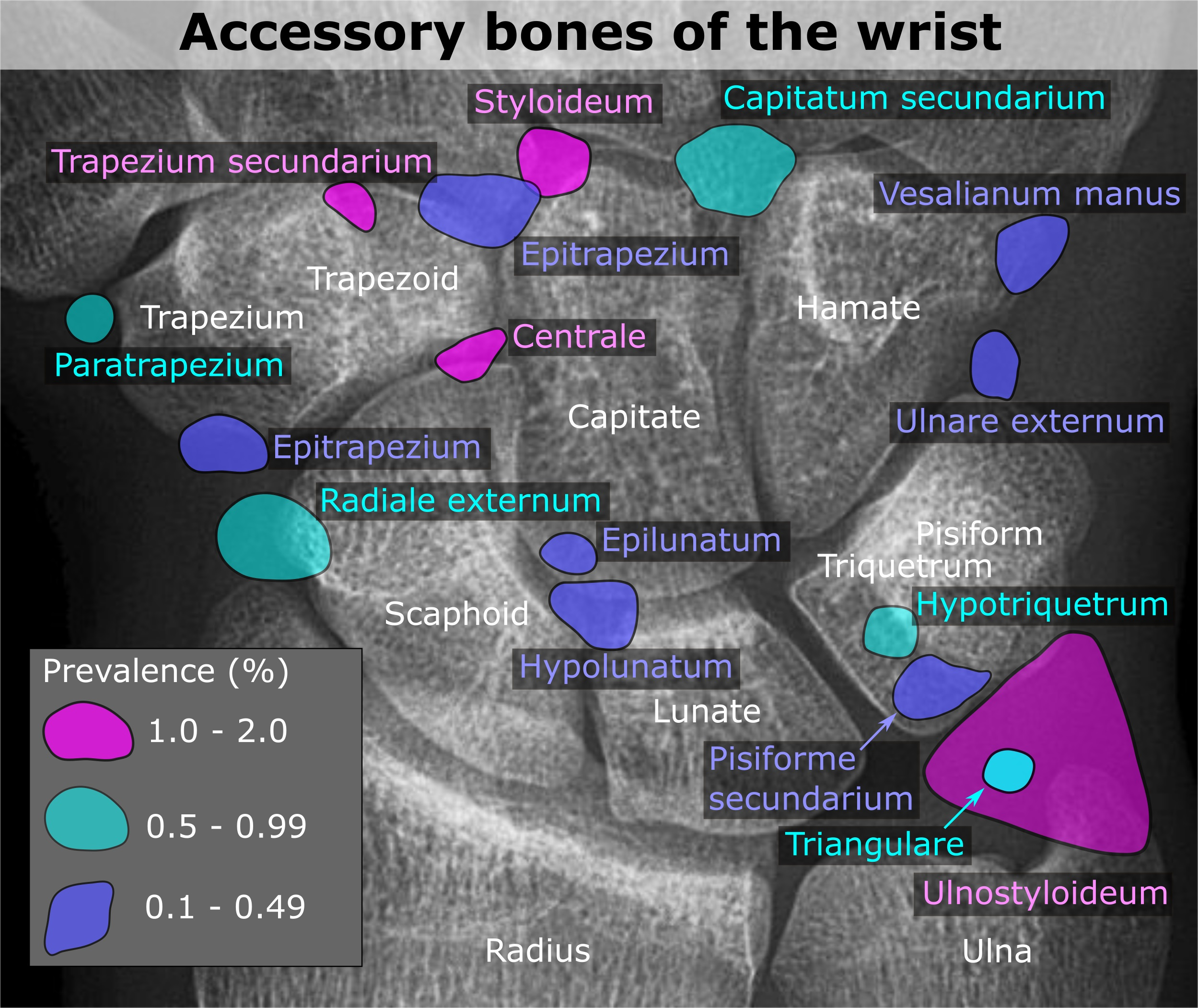
Radiographie du poignet, avec les os accessoires les plus courant.

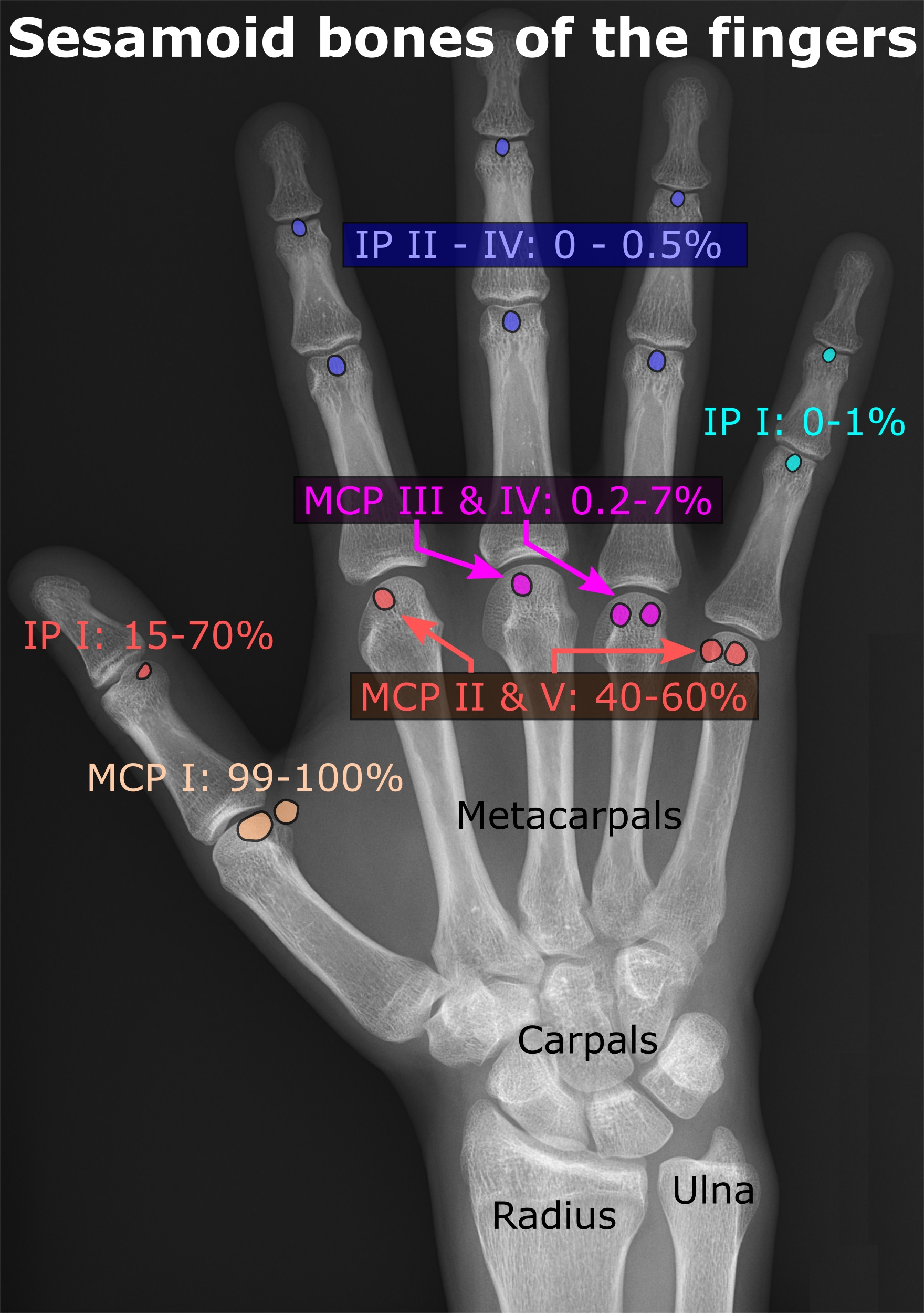
Prévalence et localisation des os sésamoïdes de la main.

| Os accessoire           | Prévalence à droite (R) et à gauche (L) |
| ----------------------- | --------------------------------------- |
| Os ulnostyloideum       | 1,5 % R, 2,4 % L                        |
| Os central du carpe     | 1,3 % R, 2,1 % L                        |
| Os trapèze secondaire   | 0,5 % R, 2,1 % L                        |
| Os styloïdeum           | 1,2 % R, 1,2 % L                        |
| Os radiale externum     | 1 % R, 0,9 % L                          |
| Os triangulare          | 1 % R, 0,9 % L                          |
| Os paratrapezium        | 0,3 % R, 0,9 % L                        |
| Os capitatum secondaire | 0,8 % R, 0,3 % L                        |
| Os hypotriquetrum       | 0,5% R                                  |
| Os hypolunatum          | 0,3%L                                   |
| Os épilunatum           | 0,3% R, 0,3% L                          |
| Os ulnare externum      | 0,3%L                                   |
| Os pisiforme secondaire | 0,3% R                                  |
| Os epitrapezium         | 0,3%L                                   |
| Os vesalianum manus     | 0,3%L                                   |

### Os ulnostyloideum
L'os ulnostyloideum est un processus styloïde de l'ulna qui n'a pas fusionné avec le reste de l'ulna. Il peut parfois être confondu avec une fracture par avulsion du processus styloïde,,.

## Cheville

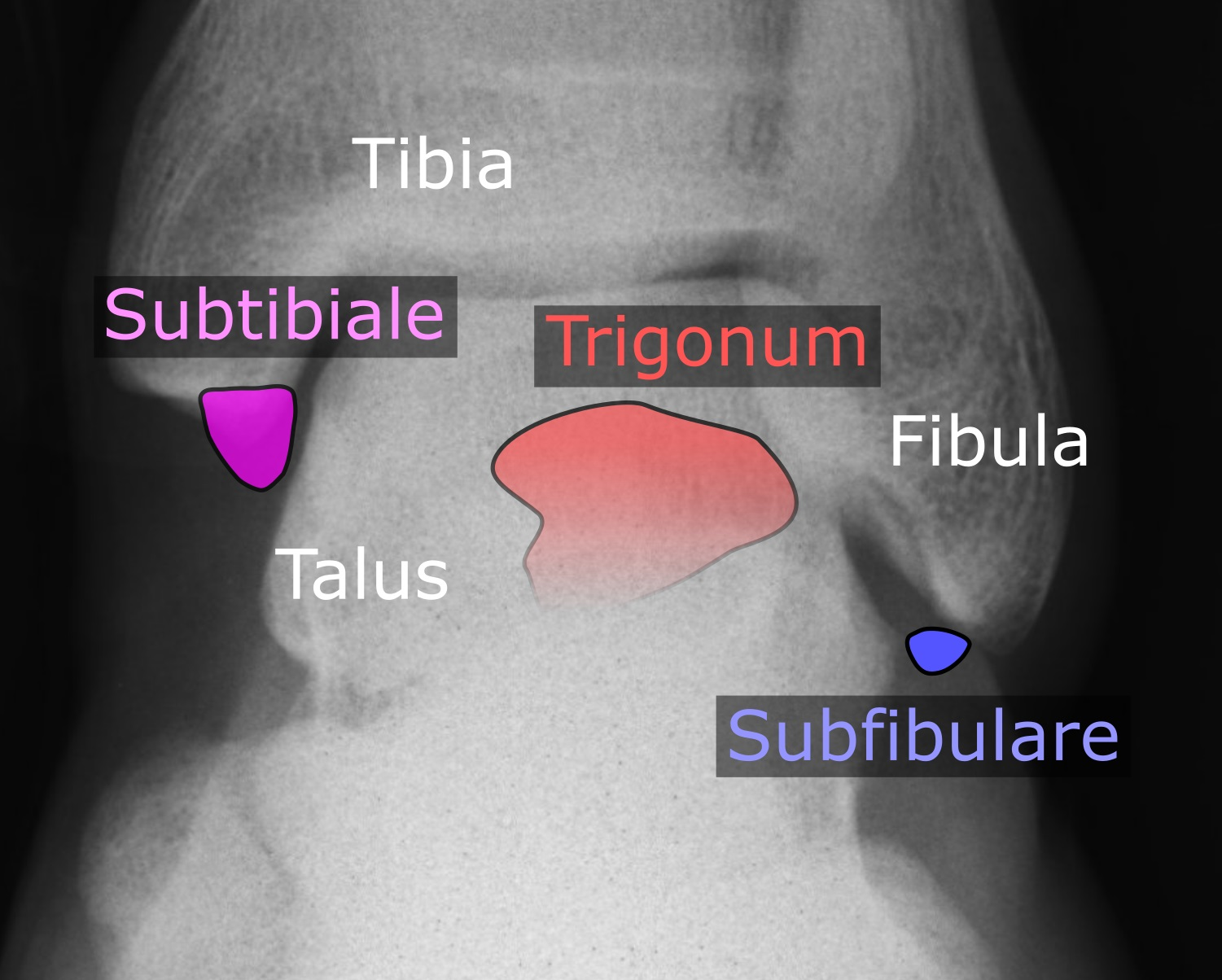
Os accessoires de la cheville.

Les os accessoires de la cheville comprennent principalement :
- L'os subtibiale qui a une prévalence d'environ 1 % et est issu d'un centre d'ossification secondaire du tibia distal qui apparaît au cours de la première année de vie et qui, chez la plupart des gens, fusionne avec la diaphyse vers 15 ans chez la femme et vers 17 ans chez l'homme.
- L'os subfibulare, avec une prévalence d'environ 0,2%.

## Pied

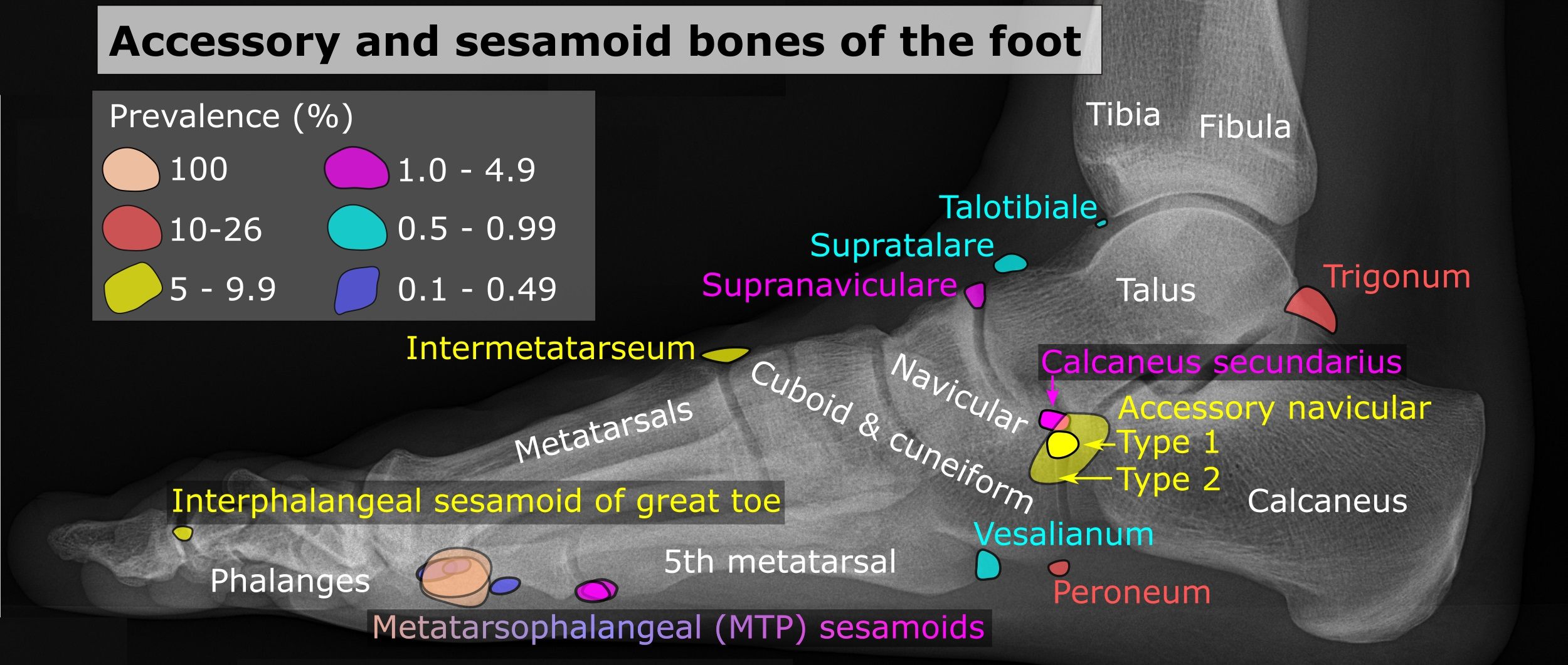
Projection latérale.

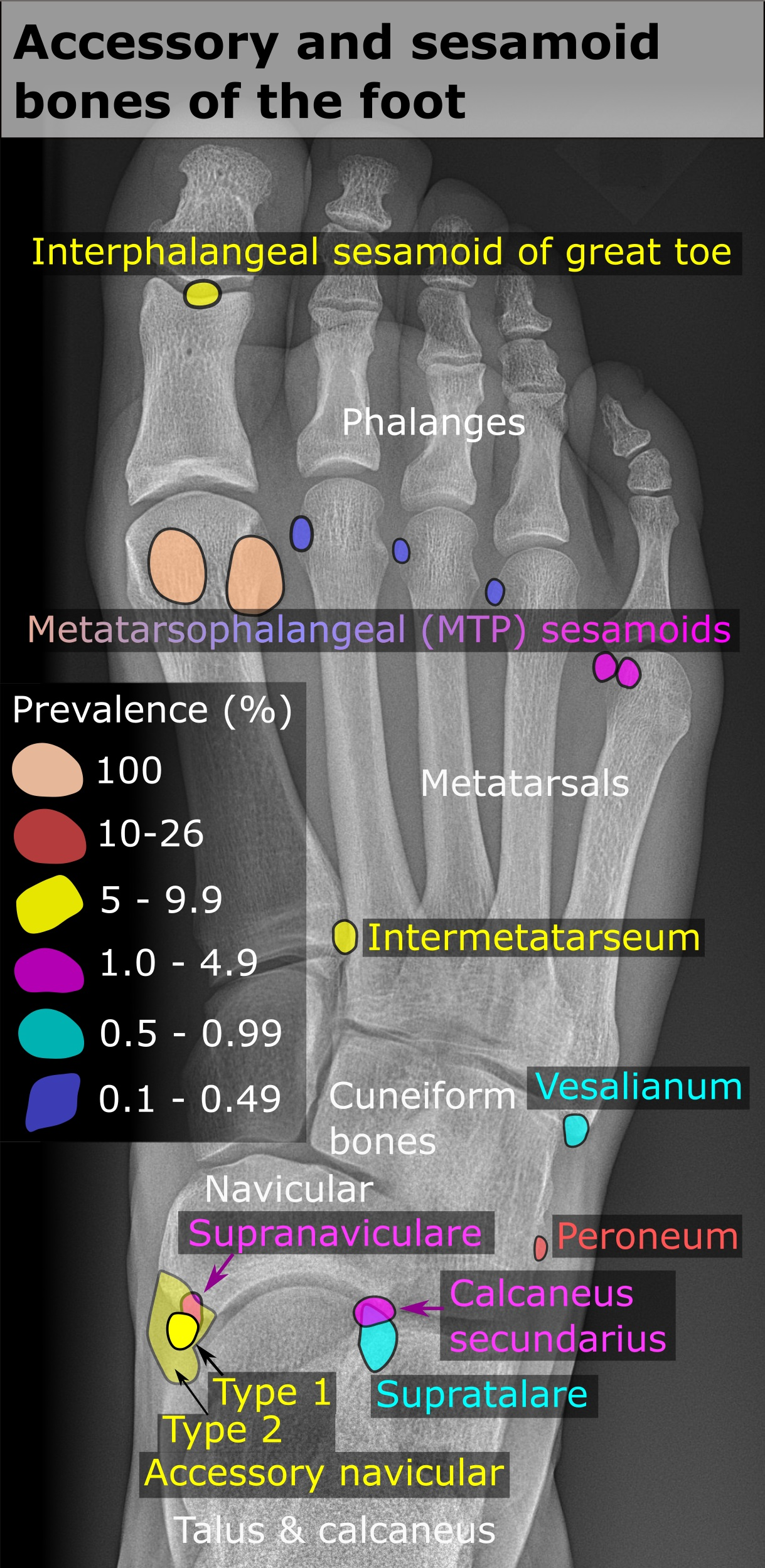
Radiographie par projection dorso-plantaire, avec les os accessoires et sésamoïdes les plus courants du pied.

| Os                                                                                     | Prévalence        |
| Os sésamoïdes                                                                          | Os sésamoïdes     |
| -------------------------------------------------------------------------------------- | ----------------- |
| Sésamoïdes au niveau de l'articulation articulation métatarso-phalangienne de l'hallux | Toujours présente |
| Sésamoïde du deuxième métatarsien                                                      | 0,4%              |
| Sésamoïde du troisième métatarsien                                                     | 0,2%              |
| Sésamoïde du quatrième métatarsien                                                     | 0,1%              |
| Sésamoïdes du cinquième métatarsien                                                    | 4,3%              |
| Sésamoïde de l'articulation interphalangienne de l'hallux                              | 2 à 13 %          |
| Os non sésamoïdes                                                                      |                   |
| Os trigone (non visible dans la projection dorso-plantaire)                            | 7 à 25 %          |
| Os peroneum                                                                            | Jusqu'à 26%       |
| Os naviculaire accessoire                                                              | 2 à 21 %          |
| Os intermetatarseum                                                                    | 1 à 13 %          |
| Os supranaviculare                                                                     | 1,0 à 3,5 %       |
| Os calcanéus secondaire                                                                | 0,6 à 7 %         |
| Os supratalare                                                                         | 0,2 à 2,4 %       |
| Os vésalianum                                                                          | 0,1 à 1 %         |
| Os talotibiale                                                                         | 0,5%              |

### Os naviculaire accessoire

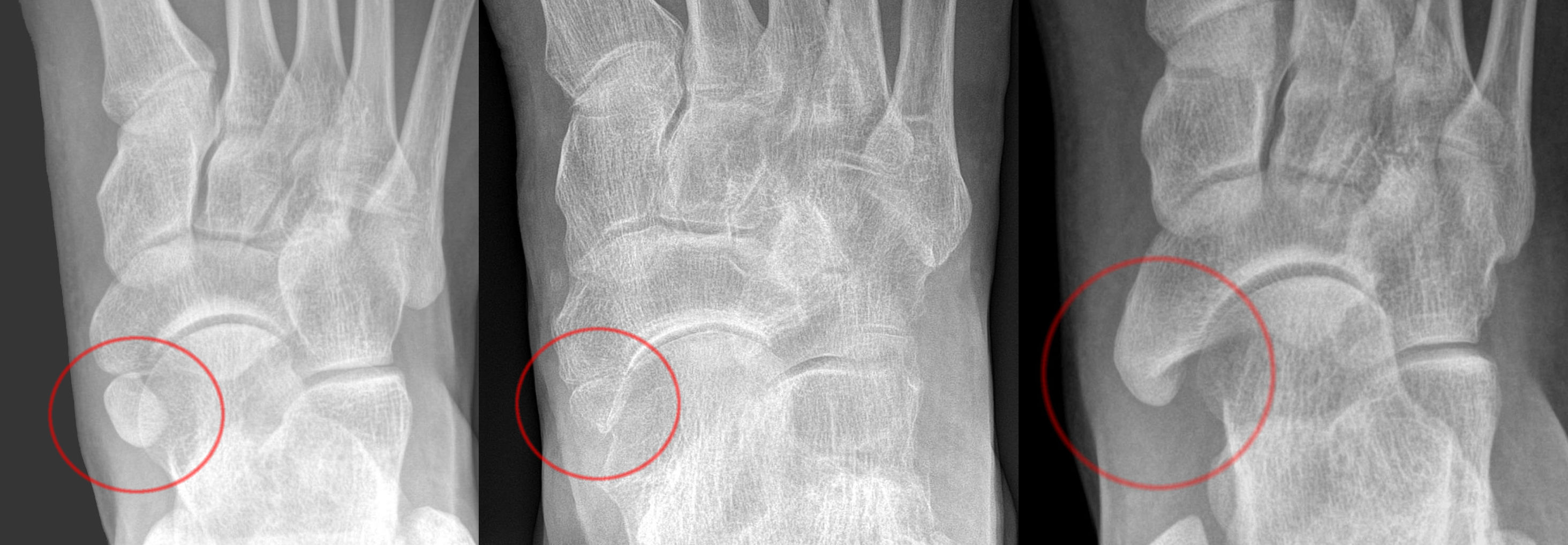
Types naviculaires accessoires, de gauche à droite : Types 1, 2 et 3.

Un os naviculaire accessoire se développe parfois devant la cheville vers l'intérieur du pied. Cet os peut être présent chez environ 2 à 21 % de la population générale et est généralement asymptomatique,,. Lorsqu’il est symptomatique, une intervention chirurgicale peut être nécessaire.
La classification Geist divise les os naviculaires accessoires en trois types :
- Type 1 : os sésamoïde de 2 à 3 mmm dans le tendon distal du muscle tibial postérieur, généralement asymptomatique,
- Type 2 : osselet triangulaire ou en forme de cœur mesurant jusqu'à 12 mm, qui représente un centre d'ossification secondaire relié à la tubérosité naviculaire par un connecteur 1–2 mm de fibrocartilage ou de cartilage hyalin, des parties du tendon du muscle tibial postérieur s'insèrent parfois sur l'osselet accessoire, ce qui peut provoquer un dysfonctionnement et donc des symptômes,
- Type 3 : Un os corné présentant une tubérosité naviculaire médiale élargie, parfois symptomatique en raison de la formation d’oignons.

### Os trigone
L'os trigone (ou astragale surnuméraire ou astragale accessoire) provient  de l'échec de la fusion du tubercule latéral du processus postérieur du talus . On estime qu'il est présent chez 7 à 25 % des adultes.
Il peut être confondu avec une fracture par avulsion des tubercules latéral ou médial du processus postérieur du talus.
Dans la plupart des cas, l'os trigone passe inaperçu, mais dans certaines blessures à la cheville, il peut rester coincé entre le talon et les os de la cheville provocant une inflammation des structures environnantes.

### Os accessoires moins courants

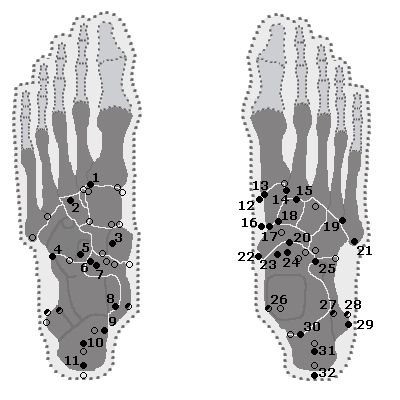
Les os accessoires rares du pied : 1=Os cuneometatarsale I plantare, 2=os uncinatum, 3=os sesamoideum tibialis posterior, 4=os sesamoideum peroneum, 5=os cuboideum secundarium, 6=os trochleare calcanei, 7=os dans le sinus tarsi, 8=os sustentaculum tali, 9=os talocalcaneale posterius, 10=os aponévrose plantaris, 11=os sous-calcanéum, 12=os sesamoideum tibialis anterior, 13=os cuneometatarsale I tibiale, 14=os intermétatarsale I, 15=os cuneometatarsale II dorsale, 16=os paracuneiforme, 17=os cuneonaviculare, 18=os intercuneiforme, 19=os intermétatarsale IV, 20=/os talonaviculare, 21=os vesalianum pedis, 22=os tibiale externum, 23=os talotibiale dorsale, 24=os supratalare, 25=os calcaneus secundarius, 26=os subtibiale, 27=os subfibulare, 28=os retinaculi, 29=os calcaneus accessorius, 30=os trigonum, 31=os supracalcaneum, 32=os tendinis calcanei

## Cou

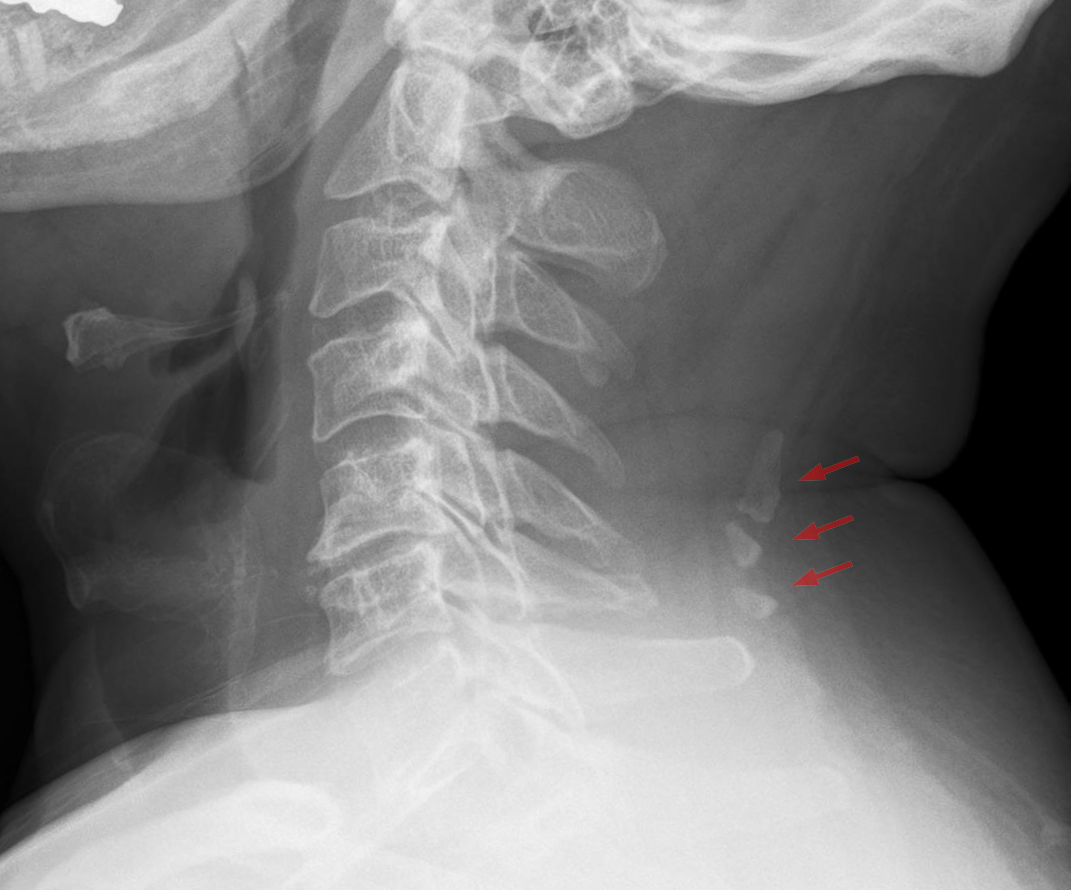
Tissu osseux du ligament nucal.

Les nodules situés dans le bord postérieur du ligament de la nuque forment du tissu osseux chez environ 11 % des hommes et 3 à 5 % des femmes après leur 30 ans et peuvent être considérés comme des os sésamoïdes.

## Épaule

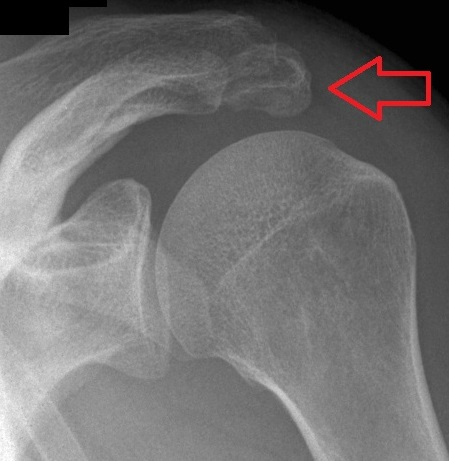
Os acromiale.

Un os acromial se forme lorsque l'un de ses quatre centres d'ossification ne parvient pas à fusionner. Ces quatre centres d'ossification sont appelés de la pointe à la base pré-acromion, méso-acromion, méta-acromion et basi-acromion. Dans la plupart des cas, les trois premiers fusionnent entre 15 et 18 ans, tandis que la partie de base fusionne avec la colonne scapulaire à 12 ans. Un tel échec de fusion se produit dans 1 à 15 % des cas,. Cela provoque rarement une douleur.

## Colonne vertébrale
Au niveau des processus articulaires inférieurs de la colonne lombaire chez environ 4 % des individus peuvent se présenter des osselets d'Oppenheimer.

## Genou

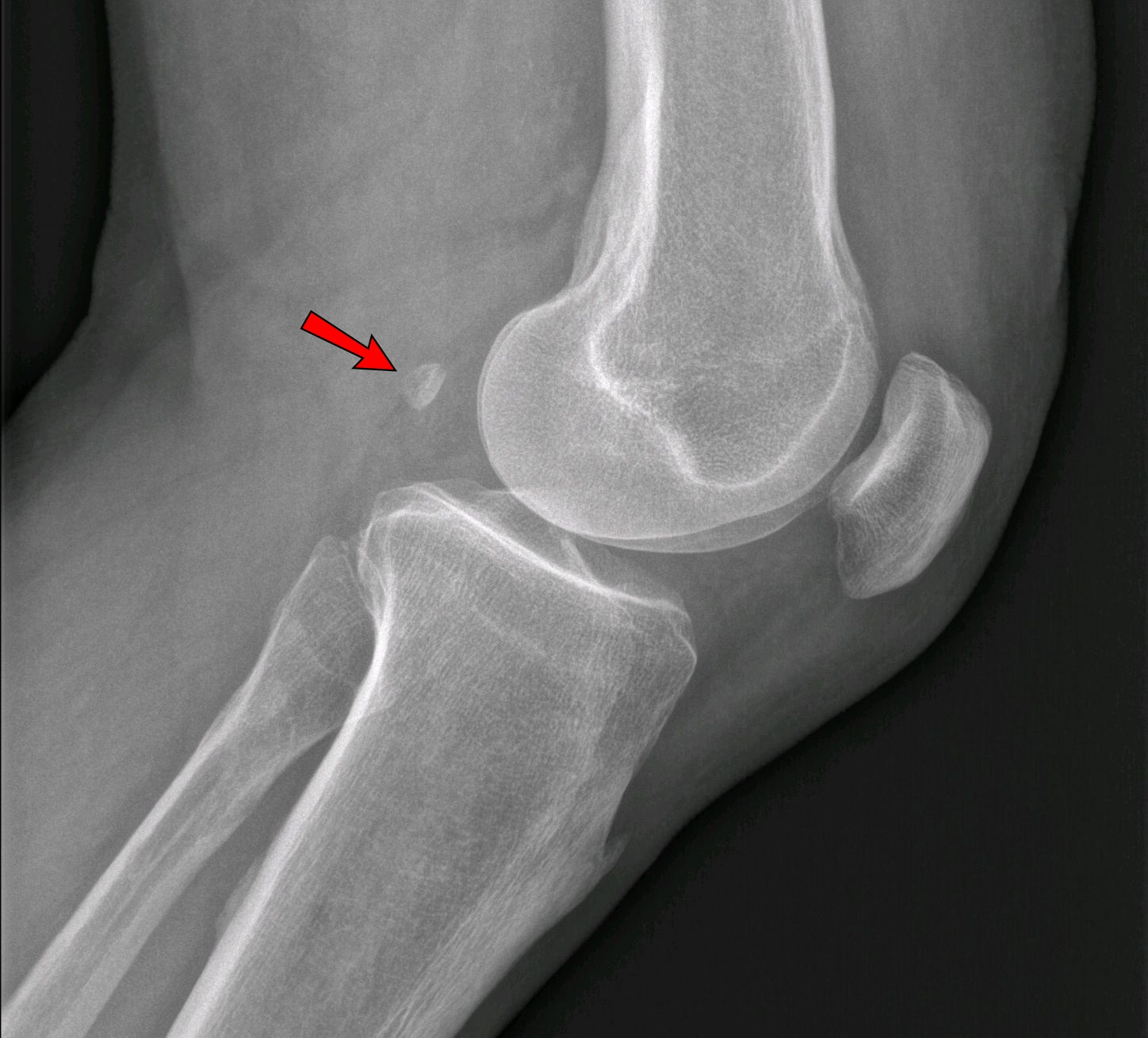
La fabella est présente chez 10 à 30 % des individus.

## Aspect clinique
Un os surnuméraire peut provoquer un diagnostic radiographique érroné de fracture.